# La Neuville-Chant-d'Oisel
La Neuville-Chant-d'Oisel är en kommun i departementet Seine-Maritime i regionen Normandie i norra Frankrike. Kommunen ligger i kantonen Boos som tillhör arrondissementet Rouen. År 2022 hade La Neuville-Chant-d'Oisel 2 376 invånare.

## Befolkningsutveckling
Antalet invånare i kommunen La Neuville-Chant-d'Oisel
| Referens: INSEE |